# Економічна нерівність

Різниця в рівності національного доходу в усьому світі, виміряна національним коефіцієнто Джині (2014 рік). Коефіцієнт Джині — це число від 0 до 1, де 0 відповідає ідеальній рівності (де кожен має однаковий дохід), а 1 відповідає абсолютній нерівності (де одна людина має всі доходи, а всі інші мають нульовий дохід).

Економічна нерівність охоплює найрізноманітніші теми. Вона може посилатися або на розподіл доходів (вимірювання кількості грошей, які платять людям), або на розподіл багатства (кількість багатства, яку люди мають). Крім економічної нерівності між країнами або державами, існують важливі типи економічної нерівності між різними групами людей.
Важливими типи економічних вимірювань фокусуються на багатстві, доходах та споживанні. Існує багато методів для вимірювання економічної нерівності, з коефіцієнтом Джині як найпоширеним. Інший тип вимірювання є Індекс людського розвитку, який інтегральним статистичним показником, що бере нерівність до уваги. Важливими концепціями нерівності є економічна справедливість, рівність результатів та рівність можливостей.
Дослідження показують, що більша нерівність перешкоджає тривалості зростання, але не його швидкості. У той час як глобалізація зменшила глобальну нерівність (між країнами), вона збільшила нерівність у країнах.

## Вимірювання

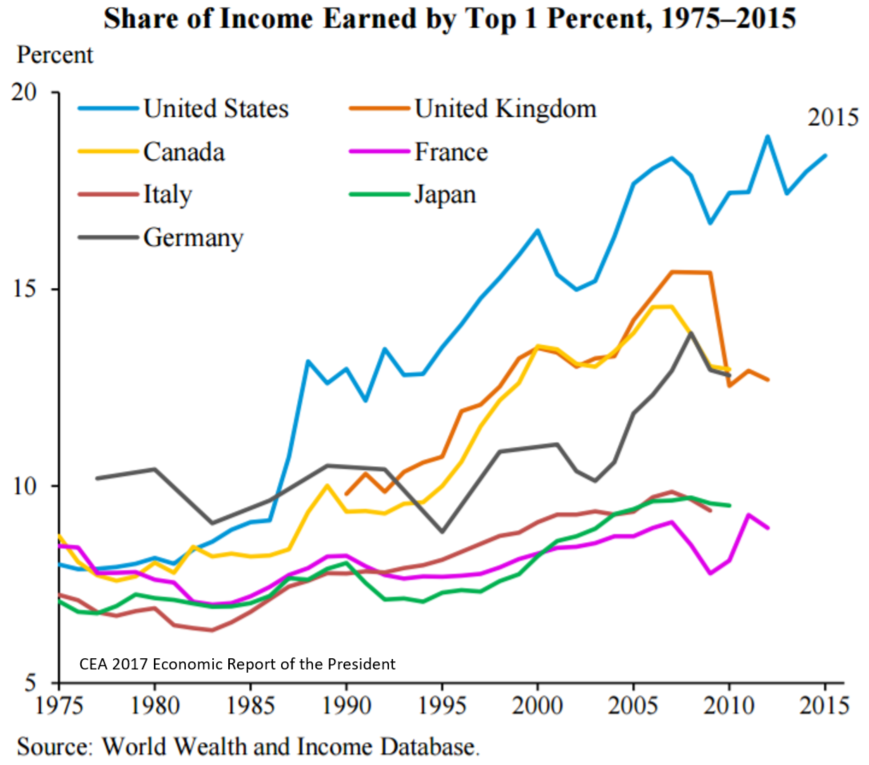
Частка доходу верхнього 1 % для вибраних розвинених країн, 1975—2015

У 1820 р. співвідношення між доходом верхнього і нижнього 20 відсотків населення світу становило від трьох до одного. До 1991 року було вісімдесят шість до одного. Дослідження 2011 року під назвою «Розподілене положення: чому нерівність продовжує зростати» зроблене Організацією економічного співробітництва та розвитку (ОЕСР) намагається пояснити причини цьої нерівності шляхом дослідження економічної нерівності в країнах ОЕСР; воно доходить до висновку, що важливими є наступні чинники:
- Зміна структури домогосподарств. Домогосподарства з однією головою в країнах ОЕСР зросли в середньому на 15 % наприкінці 1980-х років до 20 % у середині 2000-х років, що призвело до збільшення нерівності.
- Ассортативність у виборі партнера відноситься до феномену, коли люди виходять заміж за людей з подібним походженням, наприклад, лікарі, які виходять заміж за лікарів, а не за медсестер. ОЕСР виявила, що 40 % пар, у яких обидва партнери працюють, належать до тих же або сусідніх децилів заробітної плати, порівняно з 33 %, які існували 20 років раніше.[8]
- У нижніх процентилях зменшилася кількість відпрацьованих годин.[8]
- Основною причиною збільшення нерівності є різниця між попитом і пропозицією здатностей.[8]
- Нерівність доходів у країнах ОЕСР знаходиться на найвищому рівні за останні півстоліття. Співвідношення між нижньою 10 % і верхньою 10 % збільшилося з 1:7 до 1:9 за 25 років.[8]
- Існують попередні ознаки можливого зближення рівнів нерівності до загального та вищого середнього рівня в країнах ОЕСР.[8]
- За дуже невеликими винятками (Франція, Японія та Іспанія) заробітна плата 10 % найоплачуваніших працівників зросла порівняно з 10 % з найнижчою виплатою.[8]

Робота ОЕСР 2011 року досліджувало економічну нерівність в Аргентині, Бразилії, Китай,  Індії, Індонезії, Росії і Південно-Африканській Республіці. Вона дійшла висновку, що ключовими джерелами нерівності в цих країнах є «великий, постійний неформальний сектор, поширені регіональні поділи (наприклад, міські та сільські), прогалини у доступі до освіти та бар'єри для працевлаштування та просування по службі у жінок».
Дослідження Світового інституту досліджень економіки розвитку в Університеті Організації Об'єднаних Націй повідомляє, що найбагатші 1 % дорослих володіють лише 40 % глобальних активів у 2000 році. Троє найбагатших людей у світі володіють більшою кількістю фінансових активів, ніж найнижчі 48 націй разом. Об'єднане багатство «мільйонерів з 10 мільйонами доларів» зросло до майже 41 трильйонів доларів у 2008 році. У звіті Оксфам від січня 2014 року стверджується, що 85 найбагатших людей у світі мають спільне багатство, рівне тому, що припадає на 50 % населення світу або близько 3,5 мільярдів осіб . Згідно з аналізом звіту «Лос-Анджелес Таймс», найбагатший 1 % володіє 46 % світового багатства; 85 найбагатших людей, невелика частина 1 % найбагатших, володіють близько 0,7 % багатства людського населення, яке є таким же, як і у нижньої половини населення. According to a Los Angeles Times analysis of the report, the wealthiest 1 % owns 46 % of the world's wealth; the 85 richest people, a small part of the wealthiest 1 %, own about 0.7 % of the human population's wealth, which is the same as the bottom half of the population. У січні 2015 року Оксфам повідомив, що найбагатші 1 % будуть володіти більше половиною глобального багатства до 2016 року. У жовтні 2014 року дослідження Credit Suisse також стверджує, що перші 1 % тепер володіють майже половиною світового багатства і що прискорення диспропорцій може призвести до рецесії.
Існуючі дані та розрахунки свідчать про значне збільшення міжнародного (і, загалом, між-макрорегіонального) компонента між 1820 і 1960 роками. З того часу він міг дещо зменшитися за рахунок зростання нерівності в самих країнах. Програма розвитку ООН в 2014 році стверджувала, що більші інвестиції в соціальне забезпечення, робочі місця та закони, що захищають вразливе населення, необхідні для запобігання розширення нерівності доходів.
Існує значна відмінність у розподіленому вимірі багатства та розумінні громадськістю розподілу багатства. Майкл Нортон з Гарвардської школи бізнесу і Дан Аріелі з Департаменту психології Дюкського університету вважають це вірним у своїх дослідженнях, здійснених у 2011 році. Фактичне багатство, яке йшло у верхній квантилі у 2011 році, становило близько 84 %, тоді як середня кількість багатства, яку загальна громадськість оцінила таку, що має бути у верхній квантиля, становила близько 58 %.
Два дослідники стверджують, що глобальна нерівність доходів зменшується через сильне економічне зростання в країнах, що розвиваються. Однак, у 2015 році ОЕСР повідомила, що нерівність доходів є вищою, ніж коли-небудь у країнах-членах ОЕСР, і в багатьох країнах, що розвиваються, має більш високий рівень. Відповідно до звіту Міжнародного валютного фонду від червня 2015 року:
 Розширення нерівності доходів є визначальним викликом нашого часу. У розвинутих країнах розрив між багатими та бідними знаходиться на найвищому рівні за останні десятиліття. Тенденції щодо нерівності були більш змішаними на ринках, що розвиваються, і країнах, що розвиваються (EMDCs), при цьому деякі країни відчувають зниження нерівності, але все ще існує поширена нерівність у доступі до освіти, охорони здоров'я та фінансів. 
У жовтні 2017 року МВФ застеріг, що нерівність у країнах, незважаючи на глобальну нерівність, що падає протягом останніх десятиліть, настільки різко зросла, що це загрожує економічному зростанню і може призвести до подальшої політичної поляризації. У звіті Фонду «Фіскальний моніторинг» зазначено, що «прогресивне оподаткування та трансферти є ключовими компонентами ефективного фіскального перерозподілу.»
У жовтні 2018 року Оксфам опублікував  Індекс зниження нерівності , який вимірював соціальні витрати, податки та права працівників, щоб показати, які країни найкраще закривають розрив між багатими та бідними.

## Причини економічної нерівності
Існують різні причини економічної нерівності в суспільстві. Нещодавнє зростання загальної нерівності доходів, принаймні в країнах ОЕСР, було спричинене, головним чином, збільшенням нерівності заробітної плати та зарплати.
Економіст Тома Пікетті стверджує, що розширення економічної нерівності є неминучим явищем вільного ринку капіталізму, коли норма прибутку капіталу (r) перевищує темпи зростання економіки (g).

### Ринок праці
Основною причиною економічної нерівності в сучасній ринковій економіці є визначення заробітної плати ринком праці. Там, де конкуренція недосконала; інформація нерівномірно розподілена; можливості отримання освіти та навичок нерівні; результатом є фіаско ринку. Оскільки багато таких недосконалих умов існують практично на кожному ринку, насправді мало припущення, що ринки загалом ефективні. Це означає, що існує величезна потенційна роль для уряду у виправленні таких ринкових невдач.

### Податки
Іншою причиною є швидкість, за якої дохід оподатковується, у поєднанні з прогресивністю податкової системи. Прогресивний податок — це податок, по якому податкова ставка збільшується по мірі збільшення оподатковуваної бази. У прогресивній податковій системі рівень верхньої ставки податку часто буде мати безпосередній вплив на рівень нерівності всередині суспільства, або його збільшення, або його зменшення, за умови, що дохід не змінюється в результаті зміни податкового режиму. Крім того, більш крута податкова прогресивність, що застосовується до соціальних видатків, може призвести до перерозподілу доходів і багатства (в ідеалі, до більш рівного розподілу доходів). Податкові кредити можуть також зменшити нерівність доходів. Різниця між індексом Джині для розподілу доходів до оподаткування та індексом Джині після оподаткування є показником ефективності такого оподаткування.

### Освіта

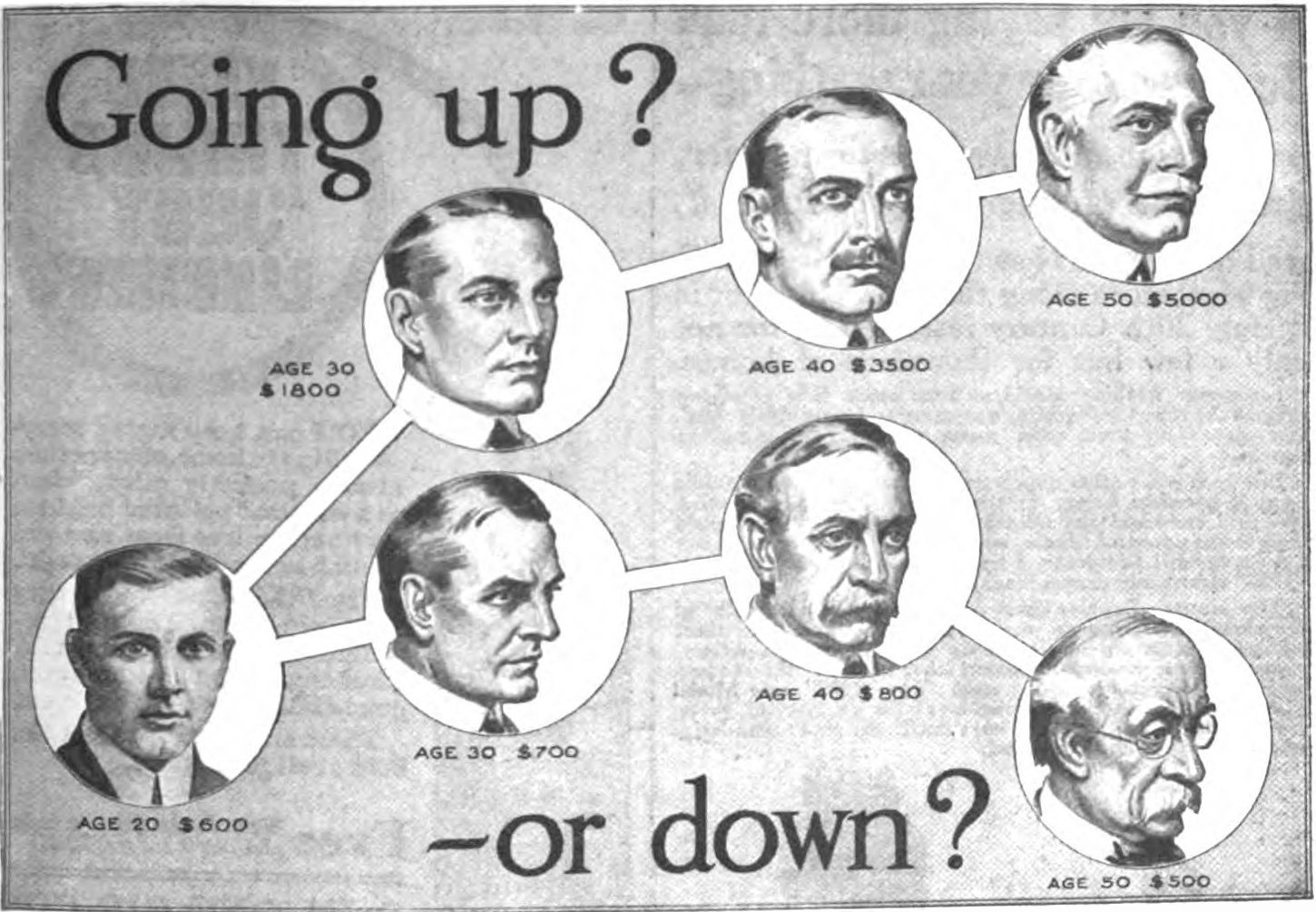
Ілюстрація з реклами 1916 року для професійно-технічної школи на задній обкладинці американського журналу. Освіта розглядалась як ключ до більш високого доходу, і ця реклама привертає віру американців у можливість самовдосконалення, а також загрожує наслідками зниження мобільності у великій нерівності доходів, що існує з часів Промислової революції.

Важливим фактором у створенні нерівності є зміна доступу осіб до освіти. Освіта, особливо в області, де існує високий попит на працівників, створює високу заробітну плату для тих, хто має таку освіту, проте, підвищення освіти спочатку збільшує, а потім зменшує ріст, а також нерівність доходів. Як наслідок, ті, хто не може дозволити собі освіту, або вирішили не проводити факультативного навчання, зазвичай отримують набагато нижчі зарплати. Обґрунтуванням цього є те, що відсутність освіти призводить безпосередньо до зниження доходів, а отже, і до зниження сукупних заощаджень та інвестицій. Навпаки, освіта підвищує доходи і сприяє зростанню, оскільки вона допомагає розкрити продуктивний потенціал бідних.

### Економічний лібералізм, дерегуляція і занепад союзів
Джон Шмітт і Бен Зіпперер (2006) вказують на економічний лібералізм і скорочення регулювання бізнесу разом із зниженням ролі професійних спілок як одну з причин економічної нерівності. У аналізі наслідків інтенсивної англо-американської  ліберальної політики в порівнянні з континентальним європейським лібералізмом, де профспілки залишаються сильними, вони прийшли до висновку: "Економічна і соціальна модель США асоціюється зі значними рівнями соціальної ізоляції, включаючи високий рівень нерівності в доходах, високий рівень відносної та абсолютної бідності, бідні та нерівні освітні результати, погані наслідки для здоров'я, високий рівень злочинності та позбавлення волі. У той же самий час, є мало доводів, що американський стиль гнучкого ринку праці значно покращує результати ринку праці. Незважаючи на загальноприйняті упередження, економіка США надає нижчий рівень економічної мобільності, ніж всі континентальні європейські країни, для яких доступні дані. "
Зовсім недавно Міжнародний валютний фонд опублікував дослідження, які показали, що занепад професійних об'єднань в багатьох розвинутих країнах і створення  неоліберальної економіки підштовхнули зростання нерівності доходів.

### Інформаційні технології
Зростання важливості інформаційних технологій приписується зростаючої нерівності доходів. Технології були названи «головним рушієм недавнього зростання нерівності» Еріком Брайньольфсоном, MIT. Сперечаючись з цим поясненням, Джонатан Ротуелл зазначає, що якщо технічний прогрес вимірюється високими показниками винаходів, між ними і нерівністю існує негативна кореляція. Країни з високими індексами інновацій — «виміряні заявками на патенти, поданими відповідно до Договору про патентну кооперацію» — демонструють меншу нерівність, ніж ті, які мають менші. В одній країні, Сполучених Штатах, «зарплати інженерів і розробників програмного забезпечення рідко досягають» понад $ 390 000 / рік (нижня межа для перших 1 % працівників).

### Глобалізація

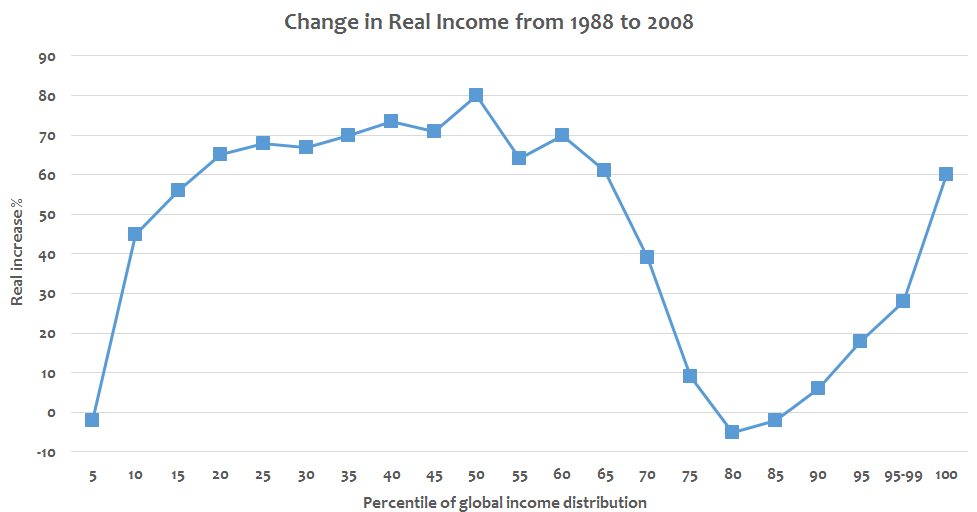
Зміна реального доходу між 1988 і 2008 роками на різних показниках доходу глобального розподілу доходу.

Лібералізація торгівлі може змістити економічну нерівність від глобального до внутрішнього масштабу. Коли багаті країни торгують з бідними країнами, низькокваліфіковані працівники в багатих країнах можуть побачити зниження заробітної плати в результаті конкуренції, в той час як низькокваліфіковані працівники в бідних країнах можуть побачити підвищення заробітної плати. Економіст торгівлі Пол Кругман вважає, що лібералізація торгівлі мала вимірний вплив на зростання нерівності доходів у Сполучених Штатах Америки. Він пояснює цю тенденцію посиленням торгівлі з бідними країнами та фрагментацією засобів виробництва, що призводить до того, що низькокваліфіковані робочі місця стають більш доступними для торгівлі.
Антрополог Джейсон Хікель стверджує, що глобалізація і «структурне пристосування» поклали початок «гонці по низхідній», що є значним рушієм зростання глобальної нерівності. Інший рушій, про який згадує Хікель, є система боргів, яка в першу чергу висунула необхідність структурної перебудови.

### Ґендерна нерівність

Ґендерний розрив у середній заробітній платі штатних працівників згідно з OECD 2015

У багатьох країнах існує гендерний розрив в оплаті праці на користь чоловіків на ринку праці. Деякі фактори, крім дискримінації, можуть сприяти цьому розриву. В середньому жінки частіше, ніж чоловіки, розглядають інші фактори, крім оплати, коли шукають роботу, і можуть бути менш готові до поїздки або переїзду. Томас Соуелл, у своїй книзі «Знання та рішення» (Knowledge and Decisions), стверджує, що ця різниця пояснюється тим, що жінки не приймають роботу через шлюб або вагітність, але дослідження доходів показало, що не пояснює всю різницю. У доповіді США про перепис населення було зазначено, що в США після врахування інших факторів все ще існує різниця в доходах жінок і чоловіків. Розрив доходів в інших країнах коливається від 53 % Ботсвана до -40 % в Бахрейні.

### Економічний розвиток

Крива Кузнеця

Економіст Саймон Кузнець стверджував, що рівень економічної нерівності в значній мірі є результатом етапів розвитку економіки. На думку Кузнеця, країни з низьким рівнем розвитку мають відносно рівний розподіл багатства. Як країна розвивається, вона набуває більшого капіталу, що призводить до того, що власники цього капіталу мають більше багатства і доходів і вводять нерівність. Зрештою, через різні можливі механізми перерозподілу, такі як програми соціального забезпечення, більш розвинені країни повертаються до нижчих рівнів нерівності.

### Концентрація багатства

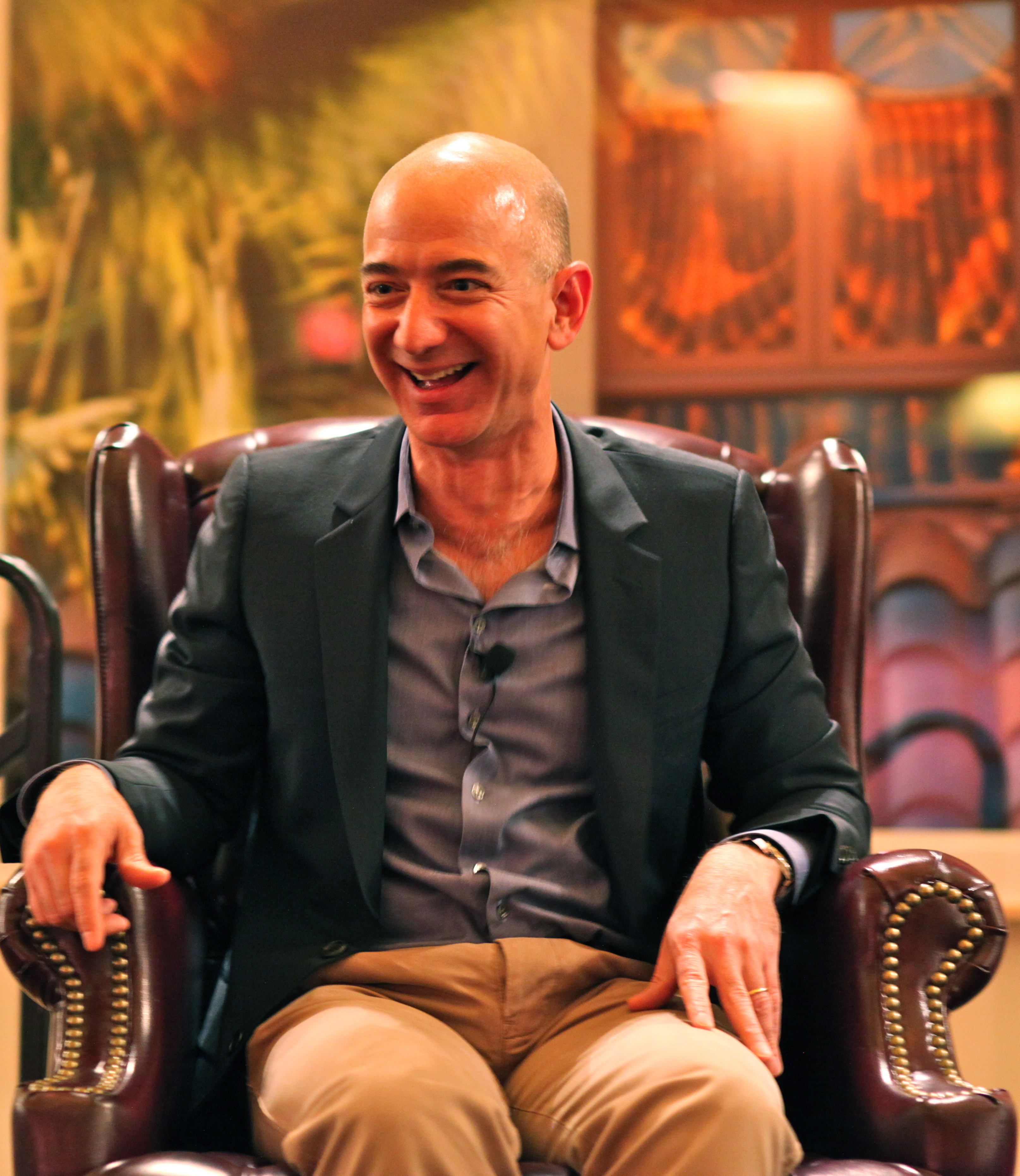
Станом на 2019 рік Джеффрі Безос є найбагатшою людиною в світі.

Концентрація багатства — це процес, при якому, за певних умов, новостворене багатство концентрується у володінні вже багатих осіб або утворень. Відповідно, ті, хто вже володіє багатством, мають засоби інвестувати в нові джерела створення багатства або інакше використовувати накопичення багатства, таким чином, отримують користь від нового багатства. З часом концентрація багатства може значною мірою сприяти збереженню нерівності в суспільстві. Тома Пікетті у своїй книзі Капітал у двадцять першому столітті стверджує, що фундаментальною силою розбіжності є, як правило, більший прибуток капіталу (r), ніж економічне зростання (g), і що більші багатства генерують вищі доходи.

### Рентоорієнтована поведінка
Економіст Джозеф Стігліц стверджує, треба не пояснювати все концентрацією багатства і доходу, а ринкові сили повинні служити гальмом для такої концентрації, що може краще пояснити неринковою силою, відомою як «рентоорієнтована поведінка». Хоча ринок буде підвищувати компенсацію за рідкісні та бажані навички, щоб винагородити створення багатства, більшу продуктивність тощо, це також перешкоджатиме успішним підприємцям отримувати надлишкові прибутки, стимулюючи конкуренцію для зниження цін, прибутку та великої компенсації. Краще пояснення зростаючій нерівності, на думку Стігліца, є використання політичної влади, породженої багатством певних груп, для формування фінансово вигідної для них політики уряду. Цей процес, відомий економістам як рентоорієнтована поведінка, приносить дохід не від створення багатства, а від «захоплення більшої частки багатства, яке інакше було б зроблено без їх зусиль»

### Фінансовий сектор
Джеймс Гелбрейт стверджує, що країни з великими фінансовими секторами мають більшу нерівність, і зв'язок не є випадковим.

## Вплив
Проведено чимало досліджень щодо впливу економічної нерівності на різні аспекти суспільства:
- Здоров'я: Британські дослідники Річард Г. Уілкінсон і Кейт Пікетт виявили більш високі показники медичних і соціальних проблем (ожиріння, психічні розлади, убивства, підліткова вагітність, ув'язнення, дитячі конфлікти, вживання наркотиків), і більш низькі ставки соціальних товарів ( тривалість життя, освітні показники,  довіра серед незнайомців,  жіночий статус, соціальна мобільність, рівна кількість виданих патентів) у країнах і штатах з вищою нерівністю.[56][57]

- Соціальна згуртованість: Дослідження показало зворотній зв'язок між нерівністю доходів та соціальною згуртованістю. У більш рівних суспільствах люди набагато більш схильні до  довіри один до одного, заходи соціального капіталу (переваги доброзичливості, спільності, взаємної симпатії та соціальної зв'язності між групами, які складають соціальні одиниці) пропонують більшу участь громади.

- Злочини: У більш рівних суспільствах рівень убивств постійно нижче. Дослідження 2016 року показує, що міжрегіональна нерівність посилює тероризм.[58]

- Добробут: Дослідження знайшли докази того, що в суспільствах, де нерівність є нижчою, задоволеність та щастя населення є вищими.[59][60]

- Заборгованість: Нерівність доходів була рушійним чинником зростання боргів домогосподарств,[61][62] оскільки високі доходи підвищують ціну нерухомості, а середні доходи заглиблюються в борги, намагаючись зберегти те, що колись було середнім класом життя.[63]

- Економічне зростання: Нерівність призводить до зниження рівня економічного зростання, коли людський капітал нехтується для високого рівня споживання.[64]

- Громадянська участь: Вища нерівність доходів призвела до меншої кількості всіх форм соціальної, культурної та громадянської участі серед менш заможних.[65]

- Політична нестабільність: Одне дослідження виявило, що нерівність доходів збільшує політичну нестабільність: «більш нерівні суспільства є більш політично нестабільними».[66]